# Venturia durangensis
Venturia durangensis är en stekelart som beskrevs av David B. Wahl 1987. Venturia durangensis ingår i släktet Venturia och familjen brokparasitsteklar. Inga underarter finns listade i Catalogue of Life.